# Sąsiedzi (książka)
Sąsiedzi: Historia zagłady żydowskiego miasteczka – książka z 2000 roku Jana Tomasza Grossa dotycząca pogromu w Jedwabnem.
Książka ta w dużej mierze przyczyniła się do wzrostu zainteresowania tą masakrą; wywołała także dużą dyskusję w mediach i w środowisku naukowym. Autor oparł się częściowo na materiałach zebranych przez Agnieszkę Arnold, autorkę filmów...Gdzie mój starszy syn Kain i Sąsiedzi.

## Treść
Gross, cytując między innymi obszerne fragmenty wspomnień świadków pogromu w Jedwabnem, zwrócił uwagę na współudział Polaków w jego organizacji. Jak pisał Gross, „panami sytuacji w Jedwabnem byli oczywiście Niemcy. I tylko oni mogli podjąć decyzję o wymordowaniu Żydów” Wprawdzie zaznaczał, że Polacy zawarli nieformalne porozumienie z Niemcami przeciwko lokalnym Żydom, jednak „należy pamiętać, że gdyby Jedwabne nie zostało zajęte przez Niemców [...], to Żydzi jedwabieńscy nie zostaliby wymordowani przez swoich sąsiadów”.

## Krytyka i kontrowersje
Bogdan Musiał w krytycznej opinii dotyczącej Sąsiadów stwierdził, że „praca opiera się na ubogiej bazie źródłowej”, składającej się z nielicznych przekazów ocalałych Żydów oraz akt sądowych, zdaniem Musiała niewiarygodnych rzekomo ze względu na okres ich zebrania (rok 1949, komunistyczna Polska). Również Dariusz Stola twierdził, że wywód Grossa jest przesadzony, a liczba ofiar pogromu – przeszacowana, co nie przesądza jednak o fałszu tezy postawionej przez Grossa i stwierdzeniu, że Polacy nie byli zaangażowani w pogrom.
Śledztwo Instytutu Pamięci Narodowej dotyczące pogromu w Jedwabnem podważyło kilka nieuzasadnionych twierdzeń zawartych w tej książce, która na podstawie materialow śledczych z 1949 roku szacuje liczbę ofiar na 1500-1600 (według IPN zamordowano minimum 340 osób), podważono również wiarygodność zeznań jednego z najbardziej cytowanych w książce świadków – Szmula Wasersztejna, który podał wiele nieprawdziwych szczegółów dotyczących zbrodni (m.in. widział trupy młodych kobiet z rozpłatanymi brzuchami, zwłoki dzieci pokrojonych na kawałki).

## Wydania
- 2000: polskie, Sąsiedzi: Historia zagłady żydowskiego miasteczka, Sejny, Fundacja Pogranicze, ISBN 83-86872-13-6.
- 2001: angielskojęzyczne, Neighbors: The Destruction of the Jewish Community in Jedwabne, Poland, Princeton University Press, 2001, ISBN 0-14-200240-2.